# Drăgușeni (Botoșani)
Drăguşeni é uma comuna romena localizada no distrito de Botoşani, na região de Moldávia . A comuna possui uma área de 58.93 km² e sua população era de 2769 habitantes segundo o censo de 2007.